# Hymedesmia gregalis
Hymedesmia gregalis är en svampdjursart som beskrevs av Koltun 1970. Hymedesmia gregalis ingår i släktet Hymedesmia och familjen Hymedesmiidae. Inga underarter finns listade i Catalogue of Life.